# Paul Albou
Pour les articles homonymes, voir Albou.
Paul Albou est un psychologue et essayiste français, né le 13 février 1926 à Paris et mort dans la même ville le 2 septembre 2019.
Successivement chargé de recherches au Commissariat général à la productivité, chargé de mission au Commissariat général du Plan, assistant de psychologie à l'Université de Paris X-Nanterre, maître de conférences associé à l'Institut universitaire de technologie de Paris puis professeur de psychologie sociale à l'Université René Descartes, et professeur émérite à l'Université René Descartes, directeur honoraire du Laboratoire de psychologie économique.

## Biographie
Né à Paris en 1926, Paul Albou passe son enfance à Alger où ses parents se sont installés peu après sa naissance. Il y fait des études de droit et s'y inscrit au Barreau en 1947. Rentré en France en 1949, il s'intéresse aux sciences humaines et sociales et ses études sont couronnées par un diplôme de docteur es lettres (doctorat d'État), mention "Très honorable".
Après avoir été Chargé de recherches au Commissariat général à la productivité puis Chargé de mission au Commissariat général du Plan, Paul Albou rejoint l'Université. Assistant de psychologie à l'Université de Paris X-Nanterre puis maître de conférences associé à l'Institut universitaire de technologie de Paris, il est élu professeur de psychologie sociale à l'Université René Descartes. Il y crée et dirige le Laboratoire de psychologie économique.
Sa spécialité est la psychologie économique qu'il a enseignée à la Faculté des sciences économiques de Clermont-Ferrand, au Conservatoire national des arts et métiers et dans plusieurs universités parisiennes dont l'Université René Descartes. Ses recherches ont porté également sur la psychologie des relations économiques internationales, les techniques de la recherche sociale et les applications des sciences humaines aux problèmes du travail, de l'ergonomie, de la santé, de la prévision et du tourisme international. Il a écrit 15 ouvrages et 118 articles.
Le professeur Paul Albou, psychologue, ne doit pas être confondu avec son homonyme (dentiste), premier mari d'Arielle Dombasle en 1976.

## Distinctions
- Chevalier de l'ordre des Palmes académiques.